# Alina Pușcău
Alina Pușcău (n. 17 noiembrie 1981, București, România) este un model de talie internațională, originar din România. S-a născut în București. Trăiește în Los Angeles, Statele Unite ale Americii.
În anul 1998 a câștigat concursului Elite Model Look, la vârsta de 16 ani.
A devenit cunoscută după relațiile cu miliardarul Jeffrey Epstein, fostul pilot de Formula 1 Eddie Irvine și, mai ales, după cea cu actorul Vin Diesel.
A fost model pentru campanii Pepe Jeans și Victoria's Secret și a apărut în reviste precum Harper's Bazaar și Allure.
Unul dintre momentele de maximă expunere a fost pictorialul din Playboy, de la sfârșitul lui 2009, fiind fotografiată de Ratner, iubitul ei de atunci.
În anul 2011 a apărut în filmul Conan Barbarul.
În iulie 2008, Alina Pușcău a lansat remixul piesei Dragostea din tei, a celor de la O-Zone.
Videoclipul a fost regizat de iubitul ei, regizorul Brett Ratner, și a costat un milion de dolari.